# Divini Redemptoris
Divini Redemptoris (v prevodu:Božanski Odrešenik) je papeška okrožnica (enciklika), ki jo je objavil papež Pij XI. 19. marca 1937, torej le nekaj dni po objavi okrožnice Mit brennender Sorge.
Medtem, ko je okrožnica Mit brennender Sorge, obsodba nacionalnega socializma, pisana za takratne nemške razmere proti nacionalnemu socializmu in je za slovenske razmere manj pomembna, je Divini Redemptoris, ki je obsodba komunizma, posebno med drugo svetovno vojno tesno povezana z usodo slovenskega naroda.

## Okoliščine nastanka
Revolucije v Rusiji, Španiji, Mehiki so temeljito pretresle svet. Osvajalsko delovanje sovjetskih komunistov po celem svetu je zato zahtevalo, po papeževih besedah, ponovno obravnavo družbenih vprašanj pod vtisom novih družbenih razmer. Papež sicer ugotavlja, da so že njegovi predniki začeli takoj opozarjati na usodne posledice, ki bodo sledile iz ločitve znanosti in tehnike na eni strani od religije in morale na drugi. Komunizem pa je s svojimi idejami o brezrazredni družbi, o dialektičnem nasprotju, o zgolj materialnosti sveta in o revoluciji popolnoma sprevrgel vse dotedanje vrednote in celotni družbeni red.

## Vsebina
Okrožnica poudarja, da se sovjetska oblast sicer hvali z napredkom in uspehi, a opozarja, da je treba te pripisati deloma industrializaciji in pa prisili oziroma goljufiji, ki ju je uvedla komunistična oblast.
Treba pa je trezno presoditi temeljne smernice, po katerih se odvija življenje "v novem redu". Komunizem namreč zavrača, kar je v človeštvu svetega: zakon, družino in sploh osebo in državo. Žal celo izobraženci ne vidijo varljivosti komunističnih obljub, ki naj bi izpolnile "težnje, ki so same po sebi brez dvoma popolnoma upravičene", vendar bodo glede na način izvedbe, ki ga zahtevajo komunisti, ugonobile družbo. Da komunistične ideje padajo na plodna tla, sta pripomogla neukročeni liberalizem in propaganda po svetu, ki jo utrjuje tudi molk svetovnega časopisja o komunističnih grozodejstvih. Okrožnica predstavlja posledice v Sovjetski zvezi, Mehiki in Španiji. Komunizem tepta vsak naravni zakon, ki ga celo preprosti narodi, ki ne poznajo krščanskih smernic, ne prelamljajo.
Ko papež kritizira te marksistične poglede, ponovno kot v Quadragesimo Anno povzame bistvo krščanskega nauka o družbi, družini in državi. Vzrok družbenega propada je opustitev krščanskih načel v družbenem življenju. Proti temu naj bi si poleg države prizadevali bogati in tudi tisti, ki si morajo služiti vsakdanji kruh z delom. Vendar pa prenove družbe ni moč doseči s prevratom. Okrožnica opozarja, da Kristus kritizira bogatine, ki nimajo skrbi za reveža. Zato je treba poleg vzajemne (delilne) pravičnosti uveljaviti tudi (širšo) družbeno pravičnost, ki je v tem, da vsak član družbe pride vsaj do osnovnih življenjskih potrebščin za preživljanje.
Okrožnica opozarja katoličane, naj ne nasedejo komunističnim lažem o hitri spremembi družbenega stanja. Tiste, ki so že zašli v komunistični tabor pa vabi, naj se vrnejo, kajti "komunizem je nekaj bistveno slabega, zato v nobeni stvari ne bo z njim sodeloval, komur je mar krščanska kultura" .
Škofom in duhovnikom okrožnica polaga na srce, naj še bolj skrbno gradijo krščanske skupnosti in obnovijo srednjeveške (cehe) krščanske združbe (korporacije) v novih prilikah in zahtevah. Laiki, posebno v Katoliški akciji, naj si privzgojijo čut za družbeno organiziranje na krščanskih duhovnih temeljih. V celoti naj torej Cerkev in njeni udje, pa tudi država in njene ustanove skrbe za pristne nravne temelje družbe. Teh temeljev pa ne bo brez verske podlage. Zato papež kliče katoličane k prenovi. Seveda pa mora država skrbeti za pravično družbeno ureditev, za občo blaginjo, oskrbeti temeljna sredstva za življenje državljanov in zagotavljati zgledno državno upravo. Tako je upati na uspešno prenovo družbe in odvrnitev komunistične nevarnosti.